# 斯特拉博环形山
斯特拉博环形山（Strabo）是位于月球正面北半部的一座大撞击坑，约形成于39.2－38.5亿年前的酒海纪，其名称取自古希腊史学家暨地理学家斯特拉博（公元前64年－公元24年），1935年被国际天文学联合会正式接受。

## 描述

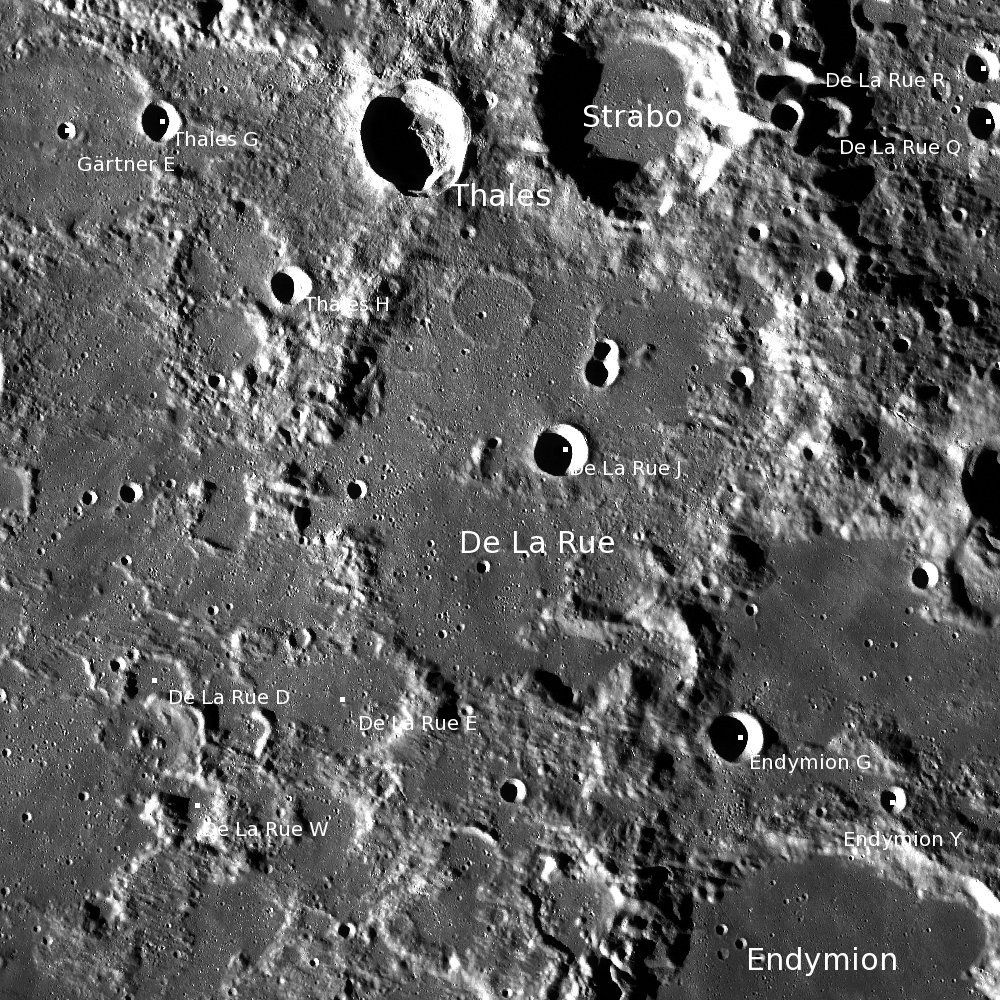
斯特拉博环形山的周边，月球勘测轨道飞行器拍摄。

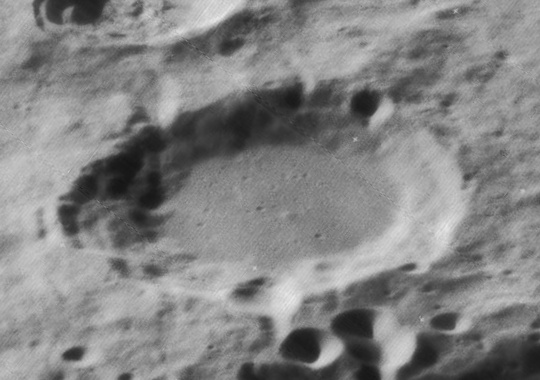
月球轨道器4号拍摄的斯特拉博环形山斜视图

该陨坑连接在巨大的德拉鲁环形山北侧坑壁上，西面毗邻较小的泰勒斯陨石坑和钱特陨石坑，沿它的北侧分布有一排三座由大小相似的卫星坑「斯特拉博 L」、「斯特拉博 B」和「斯特拉博 N」组成的链坑。
该陨坑中心月面坐标为61°56′N 54°25′E / 61.94°N 54.42°E，直径54.72公里，深约2.412公里。
斯特拉博环形山边缘轮廓略为参差，坑壁已侵蚀、磨损，东侧壁横跨了一座小陨坑，西南侧穿过了一道狭窄的月谷，环内侧壁分布有一道阶坡状结构。内侧各处宽厚不一，东南较为宽缓，东侧内侧则嵌入有一座小撞击坑。它的坑壁最大高出周边地形1170米，内部容积约有2464.30公里3。坑底已被以前熔岩覆盖、抹平，表面没有其它的醒目结构，中心点稍北有一座小孤丘，可能是被熔岩淹没的中央峰峰顶。

## 卫星陨石坑
按惯例，最靠近斯特拉博环形山的卫星坑在月图上以字母标注在该坑中心点的旁边。

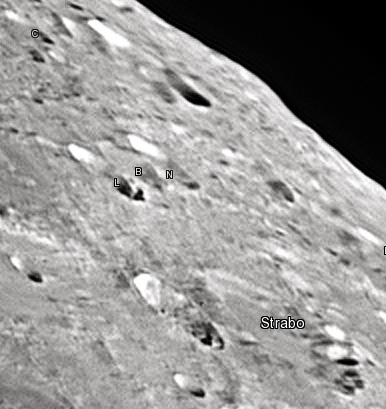
卫星坑图

| 斯特拉博 | 纬度     | 经度     | 直径     |
| -------- | -------- | -------- | -------- |
| B        | 64.57° N | 55.48° E | 23.3公里 |
| C        | 67.1° N  | 59.43° E | 17.5公里 |
| L        | 64.21° N | 53.48° E | 24.8公里 |
| N        | 64.77° N | 57.53° E | 24.9公里 |

## 另请参阅
- Andersson, L. E.; Whitaker, E. A. . NASA RP-1097. 1982.
- Blue, Jennifer. . USGS. 2007-07-25  [2007-08-05]. （原始内容存档于2015-05-26）.
- Bussey, B.; Spudis, P. . New York: Cambridge University Press. 2004. ISBN 978-0-521-81528-4.
- Cocks, Elijah E.; Cocks, Josiah C. . Tudor Publishers. 1995. ISBN 978-0-936389-27-1.
- McDowell, Jonathan. . Jonathan's Space Report. 2007-07-15  [2007-10-24]. （原始内容存档于2015-01-12）.
- Menzel, D. H.; Minnaert, M.; Levin, B.; Dollfus, A.; Bell, B. . Space Science Reviews. 1971, 12 (2): 136–186. Bibcode:1971SSRv...12..136M. doi:10.1007/BF00171763.
- Moore, Patrick. . Sterling Publishing Co. 2001. ISBN 978-0-304-35469-6.
- Price, Fred W. . Cambridge University Press. 1988. ISBN 978-0-521-33500-3.
- Rükl, Antonín. . Kalmbach Books. 1990. ISBN 978-0-913135-17-4.
- Webb, Rev. T. W.  6th revised. Dover. 1962. ISBN 978-0-486-20917-3.
- Whitaker, Ewen A. . Cambridge University Press. 1999. ISBN 978-0-521-62248-6.
- Wlasuk, Peter T. . Springer. 2000. ISBN 978-1-85233-193-1.